# Vangueria burnettii
Vangueria burnettii là một loài thực vật có hoa trong họ Thiến thảo. Loài này được (Tennant) Lantz mô tả khoa học đầu tiên năm 2005.